# Salomón
Salomón è un cortometraggio spagnolo del 2008 diretto da Ignacio Lasierra. È stato presentato al Festival di cinema africano di Verona 2008, ha partecipato ha una trentina di festival e vinto una decina di premi.

## Trama
Bassir è un immigrato subsahariano da poco arrivato in una cittadina spagnola per lavorare in un'azienda agricola. Eusebio è un pensionato che passa gran parte del tempo a giocare a bocce con gli amici. I due s'incontrano.

## Riconoscimenti
- Festival de Cine de Comedia de Tarazona Y El Moncayo
  - 2008 - Miglior cortometraggio[2]
- Premios Andalucía de Migraciones
  - 2008 - Miglior cortometraggio[3]
- Corta Esmeralda
  - 2012 - Premio del pubblico[4]